# Майстренко, Владимир Викторович
Владимир Викторович Майстренко (род. 4 августа 1962, Псков) — российский военачальник, генерал-лейтенант (2019). Первый заместитель командующего Северо-Кавказским округом войск национальной гвардии Российской Федерации.

## Биография
Родился 4 августа 1962 года в семье военнослужащего.
После окончания школы в 1979 году поступил в Харьковское гвардейское высшее танковое командное ордена Красной Звезды училище имени Верховного Совета Украинской ССР, которое окончил в 1983 году.
В 2010-м был переведён в Уссурийск в качестве начальника штаба — первого заместителя командующего 5-й танковой армией.
С августа 2014 по март 2017 года — начальник Казанского высшего военного командного училища.
С 2017 года продолжает службу в войсках национальной гвардии Российской Федерации.
Первый заместитель командующего Северо-Кавказским округом войск национальной гвардии Российской Федерации. 11 июня 2019 года присвоено воинское звание генерал-лейтенант.